# Banchi delle Bahamas

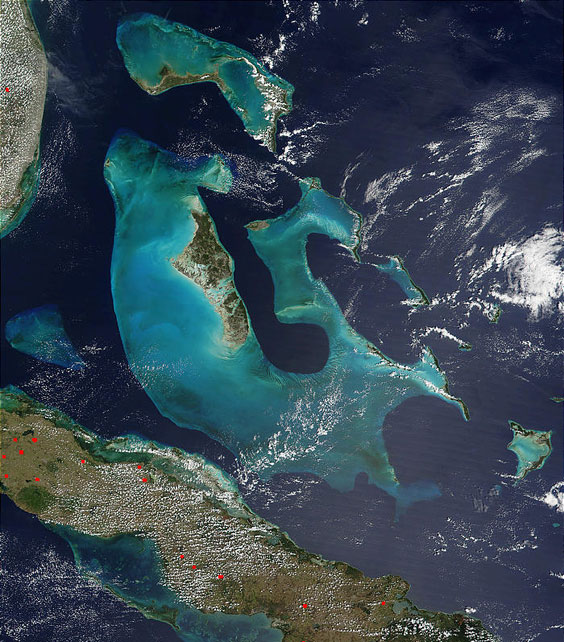
I Banchi delle Bahamas: Piccolo banco a nord e Grande banco a sud. È visibile anche il Banco Cay Sal.

I banchi delle Bahamas sono le piattaforme di carbonato sommerse che costituiscono gran parte dell'arcipelago delle Bahamas. 
Il termine è solitamente applicato in riferimento al Grande banco delle Bahamas intorno all'isola di Andros, o al Piccolo banco delle Bahamas dell'isola di Grand Bahama e Isole Abaco, che sono le piattaforme più grandi, e alla Cay Sal Bank a nord di Cuba. Le isole di questi banchi fanno politicamente parte delle Bahamas. 
Altri banchi sono i tre appartententi a Turks e Caicos, vale a dire il Caicos Bank delle Isole Caicos, il banco delle Isole Turks e il Mouchoir Bank, completamente sommerso. 
Più a sud-est si trovano, ugualmente interamente sommersi, Silver Bank e Navidad Bank a nord della Repubblica Dominicana.

## Storia e struttura geologica
Il calcare che comprende le rive si è accumulato almeno dal Cretacico, e forse già dal Giurassico; oggi lo spessore totale sotto il Grande banco delle Bahamas è di oltre 4,5 chilometri. Poiché il calcare si è depositato in acque poco profonde, l'unico modo per spiegare questa massiccia colonna è stimare che l'intera piattaforma si sia abbassata sotto il suo stesso peso a una velocità di circa 3,6 centimetri ogni 1.000 anni.
Le acque dei banchi delle Bahamas sono molto basse; sul Grande banco generalmente non sono più profonde di 25 metri. Tuttavia, i pendii intorno a loro, come il confine della Lingua dell'Oceano nel Grande banco, sono molto ripidi. Le rive erano terraferma durante le passate ere glaciali, quando il livello del mare era fino a 120 metri più basso di quello attuale; l'area delle Bahamas oggi rappresenta quindi solo una piccola frazione della loro estensione preistorica. Quando sono state esposte all'atmosfera, la struttura calcarea è stata sottoposta ad agenti atmosferici chimici che hanno creato le grotte e le doline comuni al terreno carsico, risultando in strutture come i buchi blu.